# Репужинські острови (заказник)
Репужи́нські острови́ — іхтіологічний заказник місцевого значення в Україні. Розташований у межах Заставнівського району Чернівецької області, біля села Репужинці. 
Площа 14 га. Статус надано згідно з рішенням облвиконкому від 17.03.1992 року, № 72. Перебуває у віданні Репужинецької сільської ради. 
Статус надано з метою збереження нерестовища рідкісних та промислових видів риб, розташованого у правих протоках річки Дністер біля островів.